# Peloribates americanus
Peloribates americanus är en kvalsterart som beskrevs av Arthur P. Jacot 1939. Peloribates americanus ingår i släktet Peloribates och familjen Haplozetidae. Inga underarter finns listade i Catalogue of Life.